# 黄作牌坊
黄作牌坊位于中国江西省抚州市临川区腾桥镇厚源村。

## 历史
黄作牌坊建于明万历二十年（1592年），用于旌表助国郎官黄作在万历十六年（1588年）饥荒期间捐粮千石助赈救荒的义举。

## 建筑
黄作牌坊由麻石砌筑，四柱五楼，形制为亭阁式，高6.2米，宽4.3米。雕刻的花卉、人物、鸟兽图案形象生动逼真。牌坊最上层明楼嵌有“圣旨”和“钦建”匾额；下一层为“尚义坊”横匾。

## 保护
2006年公布为抚州市文物保护单位。2018年3月9日，与邻近的曾栋牌坊、厚源节孝坊公布为第六批江西省文物保护单位，编号6-3-058。